# Šebířov
Šebířov település Csehországban, a Tábori járásban. Šebířov Běleč, Vilice, Slapsko, Mladá Vožice, Neustupov, Kamberk, Zvěstov és Jankov településekkel határos. Lakosainak száma 339 fő (2024. január 1.).

## Népesség
A település lakosságának változását az alábbi diagram mutatja:
| Lakosok száma | 1441 | 1468 | 1384 | 818  | 536  | 408  | 345  | 333  | 334  | 339  |
|               | 1869 | 1890 | 1921 | 1950 | 1980 | 2001 | 2017 | 2019 | 2022 | 2024 |